# Dragoljub Minić
Dragoljub Minić (* 5. März 1937 in Podgorica; † um 5. April 2005 in Novi Sad) war ein jugoslawischer, später kroatischer Schachspieler.
Minić' Schachkarriere erreichte in den 1960er und 1970er Jahren ihren Höhepunkt, so gewann er 1962 gemeinsam mit Aleksandar Matanović die jugoslawische Schachmeisterschaft. 1964 erhielt er den Titel des Internationalen Meisters. 1990 wurde er Großmeister ehrenhalber.
Minić vertrat Jugoslawien bei den Schacholympiaden 1962 in Warna, bei der Jugoslawien den zweiten Platz erreichte, und 1970 in Siegen, bei der Jugoslawien den dritten Platz erreichte, und bei den Mannschaftseuropameisterschaften 1961, 1965, 1970 und 1977. 1961, 1965 und 1977 erreichte er mit der Mannschaft den zweiten Platz.
Am 9. April 2005 wurde Minić von Freunden tot in seiner Wohnung aufgefunden, nachdem er nicht auf Kontaktversuche reagierte. Die ärztliche Untersuchung ergab, dass ihn der Tod durch Herzinfarkt ereilte.
Minićs letzte Elo-Zahl betrug 2355, er wurde zu diesem Zeitpunkt bereits als inaktiv geführt, da er nach 1989 keine gewertete Partie mehr spielte. Seine höchste Elo-Zahl von 2490 erreichte er im Juli 1971. Vor Einführung der Elo-Zahl erreichte Minić im Dezember 1970 seine höchste historische Elo-Zahl von 2601.